# Cosimo Sanminiatelli
Cosimo Sanminiatelli (Pisa, 1792 – 1850) è stato un politico italiano.
Balivo dell'ordine di Santo Stefano dal 1820 e successivamente ciambellano di Ferdinando III di Toscana, dal 1833 al 1834 fu consigliere del ducato di Modena e Reggio; nel 1834 fu scacciato perché troppo reazionario.